# بورغ بوريسن
بورغ بوريسن (بالدنماركية: Børge Børresen)‏ هو متسابق يخت دنماركي، ولد في 25 مايو 1919، وتوفي في 4 مارس 2007.